# Universiteit van Évry
De Universiteit van Évry (Frans: Université d'Évry) is een universiteit in de Franse stad Évry, in het departement Essonne in de regio Île-de-France.
Opgericht in 1991, had de instelling in 2016 10.500 studenten. De universiteit staat bekend om haar genomics-onderzoek. Zij telt onder haar afgestudeerden de Franse astrobioloog Cyprien Verseux.
De universiteit maakte deel uit van het samenwerkingsverband UniverSud Paris, een Pôle de recherche et d'enseignement supérieur zoals deze bestond tot 2014. Bij de opheffing van deze samenwerkingsverbanden, werd de nieuwe overkoepelende organisatie de Universiteit Parijs-Saclay waarvan UEVE sindsdien als geassocieerd lid deel uitmaakt.